# Karl Brunner (Politiker, 1889)

Denkmal für Karl Brunner in Murau

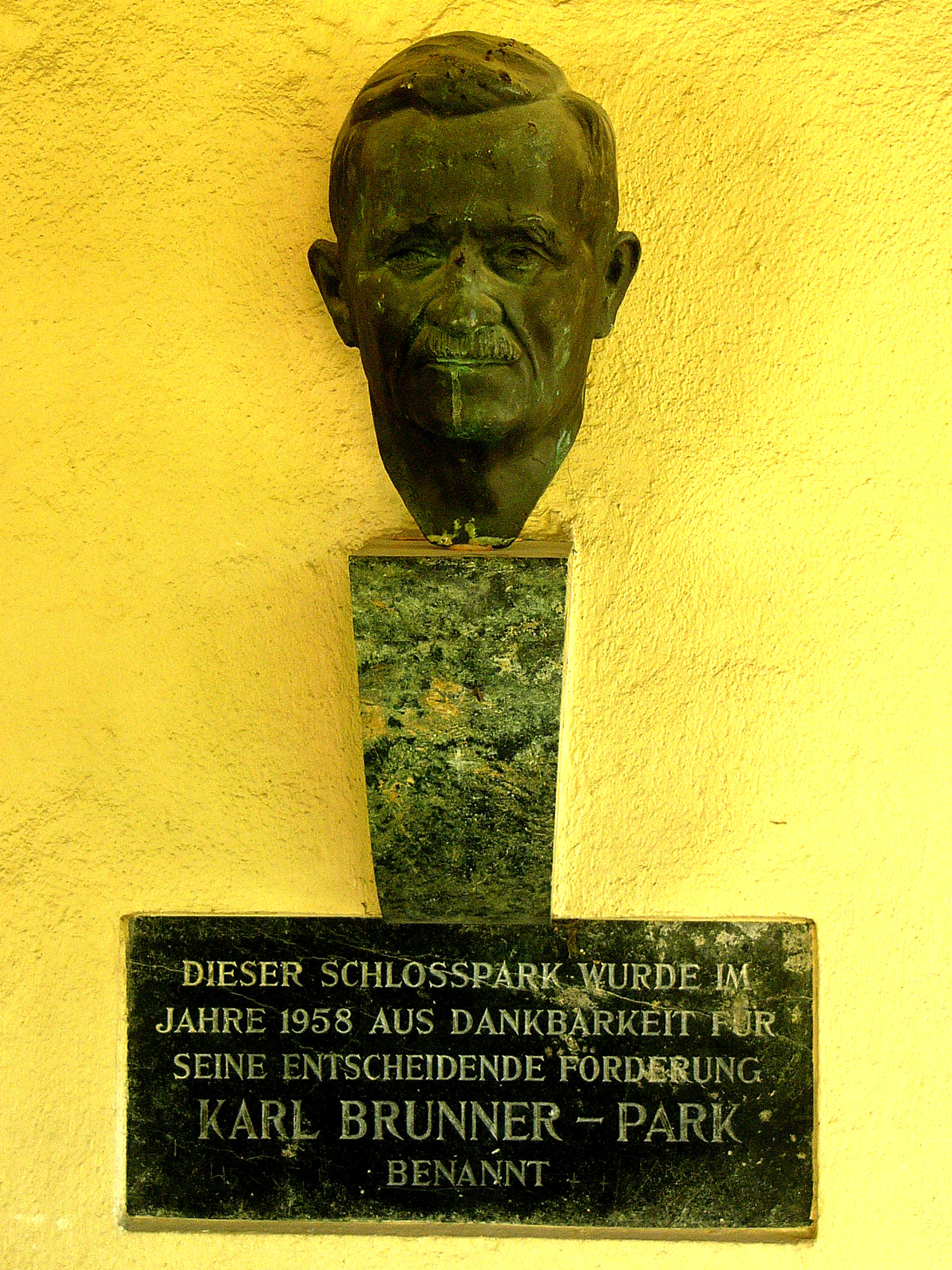
Ehrung für Karl Brunner am Parkeingang in Pöllau

Karl Brunner (* 31. Dezember 1889 in Vitis, Niederösterreich; † 3. April 1964 in Graz) war ein österreichischer Politiker (ÖVP) und Widerstandskämpfer gegen den Nationalsozialismus.

## Leben
Karl Brunner besuchte die Volksschule und Handelsschule. Im Jahr 1914 übernahm er das Kaufmannsgeschäft seines Schwiegervaters.
Brunner war vor dem Zweiten Weltkrieg Gemeinderat in Murau und lokaler Führer des Steirischen Heimatschutzes. Er nahm an der Niederschlagung des österreichischen Juliputsches von 1934 teil. Gleich nach dem Anschluss im März 1938 wurde er als einer von zahlreichen politischen Gegnern der Nationalsozialisten inhaftiert und zu lebenslangem, später zu 15-jährigem Kerker in der Strafanstalt Karlau in Graz verurteilt. Mit Kriegsende 1945 rettete Brunner zwei unter Bombentrümmern verschütteten Gefängniswärtern und dem Direktor das Leben und wurde aus Dankbarkeit freigelassen.
Zurück in Murau beteiligte sich Brunner im örtlichen Widerstand, der den Bürgermeister und die Waffen-SS entwaffnete und unter Hausarrest stellte. Im Chaos des Kriegsendes befreite er acht britische Gefangene aus der Zwangsarbeit und bewaffnete diese als „britische Besatzungstruppen“. Eilig wurden britische Flaggen genäht und den verwunderten sowjetischen Truppen die bereits erfolgte Besetzung der Stadt Murau vorgespielt. Somit lag Murau bis zum Jahre 1955 in der britischen Besatzungszone. Um diplomatischen Schwierigkeiten zu entgehen, wurde dieser Vorfall jahrzehntelang verschwiegen.
Karl Brunner trat der ÖVP bei, er wurde Landtagsabgeordneter der Steiermark, war Mitglied einer Landesregierung und erster Landtagspräsident in Graz sowie langjähriger Abgeordneter zum Nationalrat.
Seine zwei Enkelsöhne Karl (Charly) und Johann (Joggl) sind als Schlagerduo Brunner & Brunner im deutschen Sprachraum bekannt.

## Auszeichnungen
- 1958: Der Schlosspark in Pöllau wurde mit einem Denkmal auf Karl-Brunner-Park benannt.
- 1962: Großes Goldenes Ehrenzeichen mit dem Stern für Verdienste um die Republik Österreich[2]
- Jahr: Nach ihm wurde das Karl-Brunner-Europahaus auf Schloss Forchtenstein in Neumarkt in Steiermark benannt.
- 1995: In Murau ein Denkmal gesetzt.